# Duane Linklater
Duane Linklater (* 22. Juni 1976 in Moose Factory, Cochrane District, Ontario) ist ein kanadischer Video-, Film- und Medienkünstler.

## Leben und Werk
Duane Linklater wurde in das Volk der Omaskêko Cree hineingeboren und verbrachte seine Kindheit auf dem Land. Linklater studierte von 2000 bis 2005 an der University of Alberta. Den Master of Fine Arts erlangte er von 2010 bis 2012 an der Milton Avery Graduate School of the Arts am Bard College. Er studierte bei Ken Lum und freundete sich mich Brian Jungen an. Linktater arbeitet in den Bereichen Performance, Installation, Film und Neue Medien. 
Linklater stellt national und international aus. Unter anderem in der Vancouver Art Gallery, der Art Gallery of Alberta, Family Business Gallery in New York, The Power Plant in Toronto und der Thunder Bay Art Gallery. Das von Duane Linklater und Brian Jungen realisierte Filmprojekt Modest Livelihood wurde zuerst in der Walter Phillips Gallery im Banff Centre präsentiert und 2012 auf der dOCUMENTA (13) in Kassel.
2013 wurde Duane Linklater mit dem Sobey Art Award ausgezeichnet. 2016 erhielt Linklater zusammen mit Geoffrey Farmer den Be3Dimensional Innovation Fund. Im Juli 2016 erhielt er den Victor Martyn Lynch-Stuanton Award für Medienkunst.